# Leonard Peter Schultz
Leonard Peter Schultz (1901 – 1986) là một nhà ngư học người Mỹ.

## Tiểu sử
Schultz sinh ra tại Albion, Michigan (Hoa Kỳ). Năm 1924, ông tốt nghiệp bằng Cử nhân tại Đại học Albion, hai năm sau đó ông tiếp tục lấy bằng Thạc sĩ, và bằng Tiến sĩ về chuyên ngành ngư học vào năm 1932 tại Đại học Michigan.
Schultz đã giảng dạy tại Đại học Michigan (1925–1927) và Đại học Washington, (1928–1936). Sau đó, ông đảm nhận vị trí Trợ lý Quản lý Cá tại Viện Smithsonian từ năm 1936 đến năm 1938. Schultz được thăng làm Quản lý Phòng Cá và giữ chức này cho đến năm 1965. Cũng trong năm đó, ông nhận chức danh nhà động vật học cao cấp đến năm 1968. Từ năm 1968, Schultz là nhà động vật học danh dự cho Bảo tàng Viện Smithsonian.
Bắt đầu từ năm 1958, Schultz dành phần lớn thời gian cho việc nghiên cứu các cuộc tấn công của cá mập. Ngoài ra, ông từng là thư ký Ủy ban Nghiên cứu Cá mập của Viện Khoa học Sinh học Hoa Kỳ. Nhiệm vụ của ông là thu thập dữ liệu về những cuộc tấn công của cá mập dưới sự tài trợ của Văn phòng Nghiên cứu Hải quân tài trợ.
Trong sự nghiệp của mình, Schultz là tác giả và đồng tác giả của nhiều ấn phẩm, chủ yếu là báo cáo từ những cuộc thám hiểm ngư học.